# Coloma (California)
Coloma era una città della El Dorado County, in California negli Stati Uniti (Latitudine/Longitudine: 38.8000/-120.8892). Il nome deriva da Cullamah (bello) come i nativi (gli Indiani Nisenan), chiamavano la valle dell'American River,  in cui la città sorge.
È situata approssimativamente a 5 miglia a nord ovest di Placerville. Coloma è nota per essere il sito dove James W. Marshall scoprì l'oro in California, a Sutter's Mill nel 1848 portando alla corsa all'oro nella California.
Anche se l'area è ancora abitata, Coloma è considerata una città fantasma e molti edifici pubblici, come le prigioni sono stati abbandonati. Altre costruzioni degli anni del boom (1847-1852) sono state convertite in musei. Invero, gran parte del territorio che un tempo costituiva la città di Coloma, è ora incluso nel National Historic Landmark del Marshall Gold Discovery State Historic Park.

## Etimologia
Il nome deriva dal nome indiano Nisenan per la valle in cui si trova Coloma: Cullumah, che significa "bella". Coloma si trova sul fiume South Fork American che scorre attraverso la valle ed è stato costruito sull'originario villaggio indiano di Koloma. Le precedenti grafie includono "Colluma" e "Culloma".

## Storia
Coloma è cresciuto intorno a Sutter's Mill in seguito al ritrovamento dell'oro. Un ufficio postale fu istituito nel 1849 con il nome di Culloma, cambiato in Coloma nel 1851. Uno dei primi coloni di Coloma fu Silas Sanderson (1824–1886), che divenne il 7º Presidente della Corte Suprema della California. Un'altra era Nancy Gooch, che è stata una delle prime donne di colore ad avere successo in California.